# Айнабулак (Западно-Казахстанская область)
Айнабулак (каз. Айнабұлақ, до 2010 г. — Родники) — село в Таскалинском районе Западно-Казахстанской области Казахстана. Входит в состав Мерейского сельского округа. Код КАТО — 276049400.

## Население
В 1999 году население села составляло 346 человек (176 мужчин и 170 женщин). По данным переписи 2009 года, в селе проживало 299 человек (154 мужчины и 145 женщин).